# Domgermain
Domgermain – miejscowość i gmina we Francji, w regionie Grand Est, w departamencie Meurthe i Mozela.
Według danych na rok 1990 gminę zamieszkiwały 1002 osoby, a gęstość zaludnienia wynosiła 77 osób/km² (wśród 2335 gmin Lotaryngii Domgermain plasuje się na 372. miejscu pod względem liczby ludności, natomiast pod względem powierzchni na miejscu 421.).

## Galeria

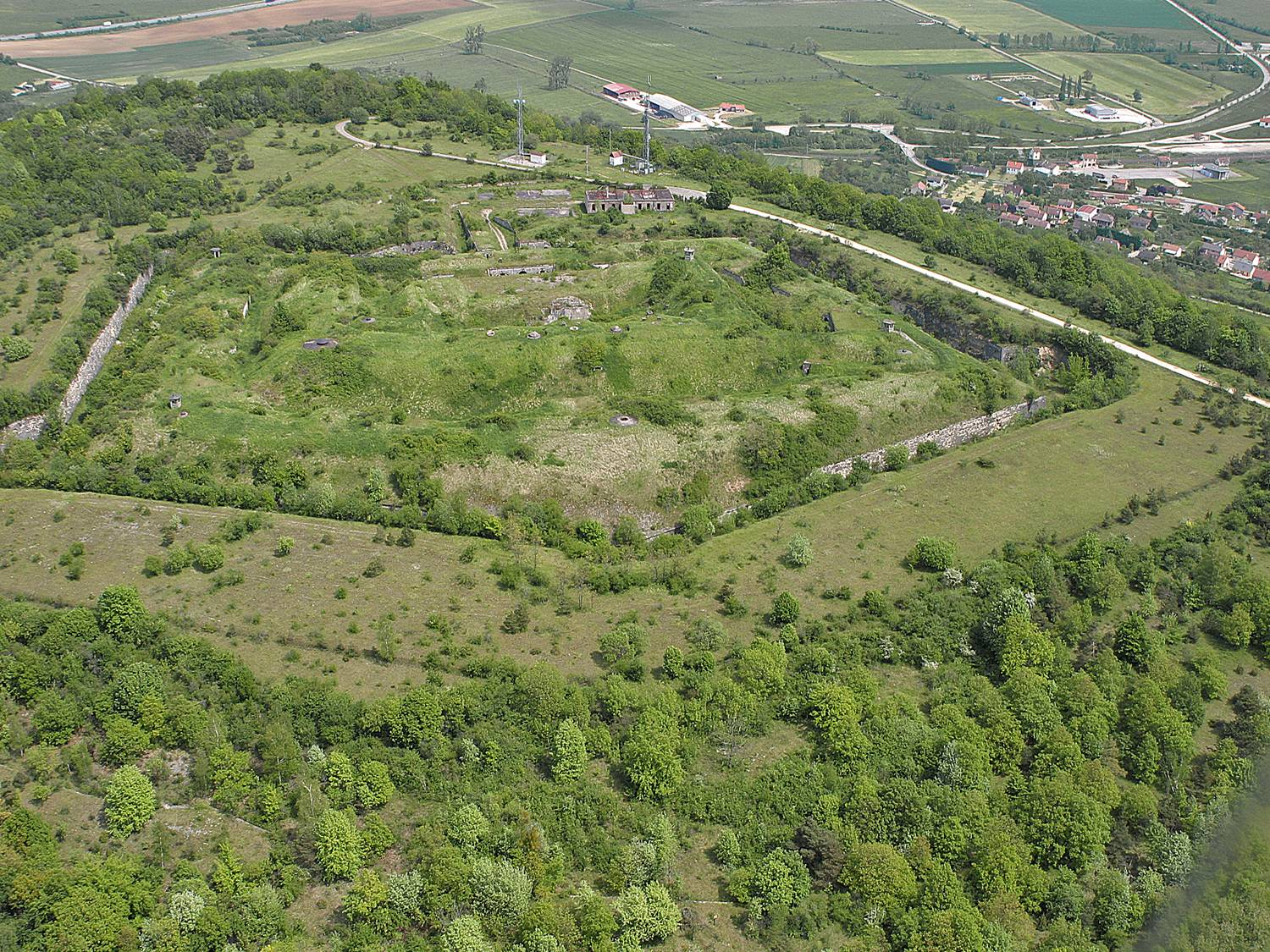
Fort z XIX wieku w Domgermain (2007)
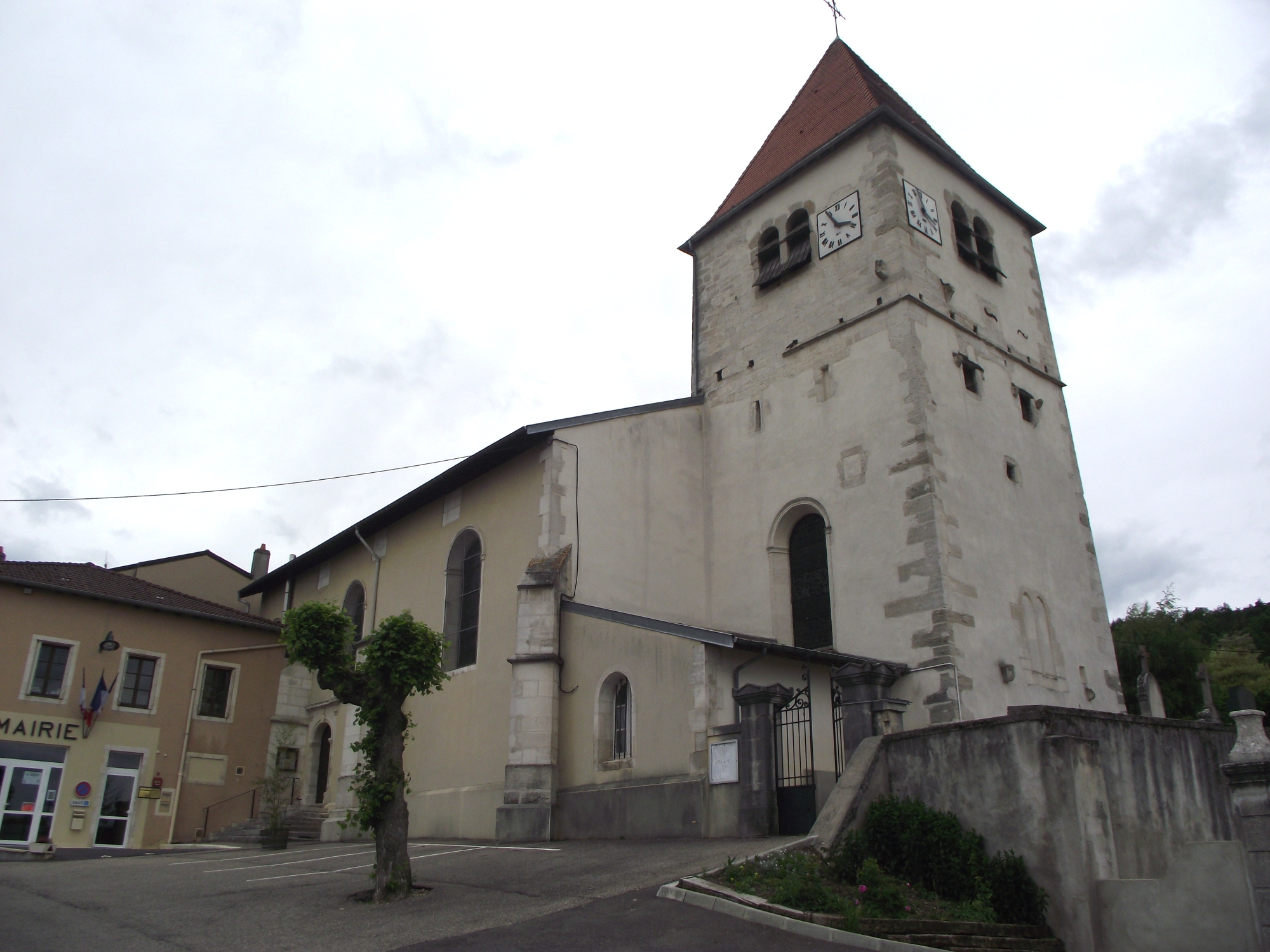
Kościół św. Maurycego (2013)

## Populacja

Populacja Domgermain w latach 1962–2008